# Rebelión de Tasos
En 465 a. C., los habitantes de Tasos se rebelaron contra el dominio ateniense, con la intención de abandonar la Liga de Delos. La rebelión tuvo su origen en un conflicto entre Atenas y Tasos por el control de los yacimientos de oro en la zona continental de Tracia, yacimientos que históricamente habían sido explotados por Tasos.
El levantamiento fue aplastado luego de un asedio prolongado y dificultoso, pero no sin que antes Esparta prometiese en secreto invadir Ática para ayudar a los tasios. Los espartanos se vieron impedidos de cumplir su promesa debido a un terremoto en Laconia que causó una revuelta hilota.
Tucídides menciona a lo sucedido en Tasos como uno de los incidentes ocurridos durante la pentecontecia que marcaron la transformación de la Confederación de Delos en un imperio ateniense. Los historiadores modernos también ven estos eventos como indicador contundente de la política interna de Esparta, donde se revela la presencia de un fuerte grupo partidario de la guerra en aquel tiempo de paz y armonía entre dicha ciudad y Atenas, y que presagia la ruptura en las relaciones entre ambas ciudades estado que llevará al inicio de la primera guerra del Peloponeso a fines de esa década.

## Atenas y Tasos
Según Tucídides, la disputa entre Atenas y Tasos fue provocada por el control de los mercados en la Tracia continental y de una mina de oro bajo dominio de Tasos. La mayoría de los historiadores creen que Atenas fue quien inició el conflicto, pero G. E. M. de Ste. Croix sostiene que los atenienses intervinieron para respaldar a un Estado pequeño que se hallaba sufriendo la dominación tasia. La mina y los mercados eran posesiones beneficiosas y su pérdida habría sido un grave golpe para la economía de Tasos. A medida que el enfrentamiento crecía, Atenas envió también a un gran grupo de colonos para fundar Ennea Hodioi ("los nueve caminos") en el mismo lugar donde más tarde se hallaría Anfípolis. Esta colonia, de haber perdurado (fue aplastada por los habitantes nativos de la zona al poco tiempo), hubiera servido como un trampolín para extender el poder e influencia atenienses en una región controlada históricamente por los ciudadanos de Tasos. Tasos era un poderoso Estado marítimo y miembro fundador de la Confederación de Delos que, en lugar de someterse a las incursiones atenienses, decidió resistirse mediante sus tropas.

## La guerra
La ciudad de Tasos fue sitiada tras una batalla inicial que resultó en victoria de Atenas. El asedio se prolongaría dos años durante los que la población tasia soportó graves penurias. Existe una anécdota del asedio según la cual todos los que propusieron rendirse ante los atenienses fueron sentenciados a la pena de muerte, y otra que afirma que las mujeres de Tasos se cortaron el cabello para tener material con el cual confeccionar cuerdas. La determinación de la resistencia tasia pudo deberse en parte a las noticias del revés sufrido por los atenienses en Ennea Hodioi, donde los colonos fueron derrotados por tribus locales (no está claro si solo murieron los 300 hombres que conformaban la escolta o si fueron aniquilados los 10 000 colonos). Tasos también esperaba el alivio que traería una intervención externa; sus habitantes había solicitado la ayuda de Esparta y recibido una promesa secreta de auxilio en forma de una invasión al Ática. Sin embargo, esta promesa no llegó a materializarse, ya que un terremoto en Laconia causó desórdenes en Esparta y encendió una rebelión hilota que mantendría ocupado al ejército espartano durante varios años. Por lo tanto, Tasos finalmente se vio obligada a rendirse en 463 a. C.

## Importancia del conflicto y sus consecuencias
Los atenienses impusieron rigurosas reparaciones a sus rivales. Tasos debió abandonar su reclamo sobre el territorio en disputa, derribar sus murallas, renunciar a su flota y acordar el pago de indemnizaciones y un tributo a Atenas. Al comienzo, este tributo consistía en solo 3 talentos al año, pero en la década de 440 a. C. aumentó a 30 talentos. Algunos historiadores han considerado dicho incremento como una señal de que la mina y otras posesiones de Tasos habían sido devueltas, otros creen que corresponde a que la prosperidad había regresado a la región luego de la devastación provocada por la guerra, y un tercer grupo opina que el impuesto de 3 talentos era anormalmente bajo y que reflejaba la carga de la indemnización que los tasios pagaban, por lo que el aumento tan solo reflejaba un cálculo realizado sobre la base de la riqueza de toda la isla de Tasos.
El compromiso espartano de intervenir en el conflicto ha sido analizado ampliamente por los estudiosos del tema en un intento por discernir el funcionamiento interno del gobierno de Esparta durante aquel período. Los eruditos modernos han citado la promesa a Tasos como testimonio de la existencia de un partido belicoso activo en Esparta incluso durante los tiempos de paz entre Atenas y Esparta en los años 470 y 460 a. C. Pese a que el plan de los belicistas se vio frustrado por el terremoto que sacudió a Laconia, el sentimiento antiateniense desencadenó pocos años después el rechazo a Cimón y su ejército, quienes habían sido enviados desde Atenas para ayudar a sofocar la rebelión de los hilotas, poniendo en marcha los preparativos para la primera guerra del Peloponeso.